# 龍之介
龍之介（りゅうのすけ、男性、1978年1月4日 - ）は、日本のシンガーソングライター。千葉県出身。東京都公認ヘブンアーティスト。

## 来歴
男3人兄弟の次男。中学時代からバンド活動を行い、高校生の頃からアコースティックギターで作詞作曲を始め、ライブハウスやストリートで唄い始める。
フォークやブルース、演歌や歌謡曲、Johnny Thunders、The Rolling Stonesに影響を受けている。
楽器店主催のオーディションに応募し、メジャーデビューが決定したが、直後に肺気胸により2度に渡る両肺手術を受ける。一時はデビューが危ぶまれたが、2000年10月21日、プロデューサーに頭脳警察のPANTA氏を迎え「ラブソング」でメジャーデビュー。
入院時のエピソードはのちに「クロワッサン〜十三病棟に火をつけろ〜」という楽曲で歌われている。
2005年より自主レーベル「UNBALANCE」を立ち上げ活動。定期的に浅草KURAWOODでワンマンライブを行っていた。また2005年には姿月あさと、岡幸二郎らが出演する東宝ミュージカル『眠らない音』に出演。
2007年よりMyspaceを始めインターネット上で精力的に活動を開始。下北沢LOFTを拠点に、全国各地でライブツアーを敢行。
2015年10月24日には、Mt.RAINIER HALL SHIBUYA PLEASURE PLEASUREにて15周年記念ライブ「十五周年漂龍記」を開催。同日、ファン投票により選曲されたベスト盤「漂龍記」をリリースした。
2020年5月よりYouTubeにて生配信ライブ「RyuTube」を開始。

## ディスコグラフィ

### ビクターエンタテインメント時代

#### シングル
| 枚 | 発売日         | タイトル     | c/w                                  |
| -- | -------------- | ------------ | ------------------------------------ |
| 1  | 2000年10月21日 | ラブソング   | しっかりすんなよ                     |
| 2  | 2001年3月23日  | 浪漫家の月   | 悲しみのうちに日は暮れて             |
| 3  | 2001年10月3日  | 白い花       | THE DARKEST NIGHT                    |
| 4  | 2002年4月24日  | ヒトリシズカ | クロワッサン〜十三病棟に火をつけろ〜 |

#### アルバム
| 枚 | 発売日        | タイトル |
| -- | ------------- | -------- |
| 1  | 2001年5月23日 | 歌留多   |

### UNBALANCEよりリリースした作品

#### アルバム
| 枚 | 発売日         | タイトル                                   |
| -- | -------------- | ------------------------------------------ |
| 1  | 2005年10月10日 | 龍之介の詩〜アンバランスサーカス〜         |
| 2  | 2007年10月10日 | 或る夜の龍之介〜アンバランスサーカス楽団〜 |
| 3  | 2010年3月23日  | 御伽奏子                                   |
| 4  | 2012年4月25日  | ともしび                                   |
| 5  | 2015年10月24日 | 漂龍記                                     |

#### DVD
| 枚 | 発売日        | タイトル       |
| -- | ------------- | -------------- |
| 1  | 2016年9月30日 | 十五周年漂龍記 |

#### Maxi
| 枚 | 発売日        | タイトル |
| -- | ------------- | -------- |
| 1  | 2017年5月17日 | DAYS     |

## ラジオ
- 「龍之介のROCK THE TABOO」（2000年10月 - 2001年、AIR-G'、FM愛知）
- 「BEAT KIDS STREET」（2001年 - 2002年、AIR-G'）
- 「GROOVE FROM K・WEST」（2001年 - 2002年、bayfm）
- 「allnightnippon-r」（2001年6月13日 、ニッポン放送）

### パワープレイ
- 「浪漫家の月」（2001年4月、AIR-G'）
- 「ドントウォーリーマイフレンド」（2011年5月、南日本放送）
- 「ともしび」（2011年5月、 FM WING）